# Helgonen i Novgorods synaxis
Helgonen i Novgorods synaxis (kyrkslaviska: Собо́ръ Новградскихъ свѧты́хъ; ryska: Собор Новгородских святых; translitteration: Sobor Novogorodskih svjatih) är en grupp av helgon inom den Rysk-ortodoxa kyrkan som är helgad åt en grupp över 100 helgonförklarade asketer, som tillhörde Novgorods stift.

## Historik och firande
Helgonen i Novgorods synaxis har rötter från år 1831.
Firandet av helgonen äger rum på den tredje söndagen efter pingst, vilket bestämdes den 10 juli 1981 på initiativ av en metropolit. År 2025 ägde festdagen rum den 29 juni enligt den gregorianska kalendern (16 juni enligt den julianska). På samma dag firas också Helgonen i Vologdas synaxis och Helgonen i Pskovs synaxis.

## Exempel på helgon
Exempel på helgon som ingår i gruppen är:
- Sankt Herman av Valamo
- Sankt Sergius av Valamo
- Sankt Joakim Korsunjanin[1]
- Sankt Efrem Novotorzjskij[1]
- Sankt Konstantin Kosinskij[1]
- Sankt Arsenij Konevskij[1]
- Sankt Aleksandr Osjevenskij[1]
- Sankt Adrian Ondrusovskyj[1]
- Sankt Martyrius Zelenetskij[1]
- Sankt Serapion Kozhezerskyj[1]
- Sankt Leonid Ustnedumskyj[1]

### Svenskt helgon
I gruppen finns även ett svenskt helgon vid namn Ingegerd Olofsdotter, eller mer känd som heliga Anna av Novgorod som hon kallas i de östliga ortodoxa kyrkorna.